# Taimyrisphex pristinus
Taimyrisphex pristinus (лат.) — ископаемый вид мелких архаичных ос из семейства Falsiformicidae из отложений мелового периода (таймырский янтарь). Единственный вид рода Taimyrisphex.

## Название
Taimyrisphex pristinus можно перевести как «старинная таймырская оса». Taimyrisphex — от «Таймыр» и др.-греч. σφήξ «оса», лат. pristinus — «старинный».

## История
Один из древнейших видов ос, возраст находки около 100 млн лет (верхний мел). Описан американским энтомологом Говардом Эвансом (Howard E. Evans) из Музея Сравнительной Зоологии (Museum of Comparative Zoology) по материалам Палеонтологического института РАН.

## Распространение
Россия, Сибирь, полуостров Таймыр, Янтардах.

## Описание
Описан по единственному самцу тёмно-коричневого цвета длиной около 4 мм. Длина переднего крыла 2,5 мм. Первоначально вид был помещён в семейство Sphecidae, но он обладает более генерализованными признаками чем Archisphex. Позднее (Расницын, 1980:28) род Taimyrisphex был перенесён в вымершее семейство Falsiformicidae (Scolioidea; в современной трактовке в Vespoidea, или Chrysidoidea). В 2025 году в составе этого семейства не числится (Wang et al., 2025).